# The Odd Couple
The Odd Couple è il secondo album del gruppo statunitense Gnarls Barkley pubblicato nel 2008.

## Tracce
1. Charity Case
2. Who's Gonna Save My Soul
3. Going On
4. Run
5. Would-Be Killer
6. Open Book
7. Whatever
8. Surprise
9. No Time Soon
10. She Knows
11. Blind Mary
12. Neighbors
13. A Little Better